# نيكولاس هاريسون
نيكولاس هاريسون (بالإنجليزية: Nicholas Harrison)‏ هو منافس ألعاب قوى أسترالي، ولد في 18 أكتوبر 1970 في ملبورن في أستراليا.

## وصلات خارجية
- نيكولاس هاريسون على موقع الاتحاد الدولي لألعاب القوى (الإنجليزية)
- نيكولاس هاريسون على موقع النتائج التاريخية لألعاب القوى الأسترالية (الإنجليزية)
- نيكولاس هاريسون على موقع أوليمبيديا (الإنجليزية)